# لارس إتش غوستافسون
لارس إتش غوستافسون (بالسويدية: Lars H. Gustafsson)‏ هو طبيب وكاتب سويدي، ولد في 10 مايو 1942 في أوبسالا في السويد.